# Kölcsönös névmás
A kölcsönös névmás az anaforikus (más néven visszautaló) névmások egyik fajtája, amely azt fejezi ki, hogy a névmás által jelölt személyek vagy dolgok egymáson végeznek valamilyen cselekvést. Emiatt értelemszerűen csak többes számú alany mellett használatos. Kölcsönös névmás számos nyelvben előfordul, és a konkrét kifejezés módja, a vonatkozó nyelvtani szabályok nyelvről nyelvre változnak. A kölcsönös névmáshoz hasonló a szintén anaforikus visszaható névmás, azonban különbség az, hogy a visszaható névmáshoz kapcsolódó cselekvés tárgya a névmás által jelölt dolog maga.

## Példák
Az alábbi példákban dőlt betűs írásmód jelöli a kölcsönös névmást.

### Magyar nyelven
- Jakab és Panni szeretik egymást.
- Egymás előtt nincs titkunk.
- A tűzoltók versenyt futottak egymással.

### Idegen nyelveken
- There is nothing we can't tell each other. (angol: Nincs olyan amit ne mondhatnánk el egymásnak.)
- Гости друг другу не мешают. (orosz: A vendégek nem zavarják egymást.)
- Die Mitglieder des Komitees hassen einander. (német: A bizottság tagjai utálják egymást.)